# Vitdyn Kapel
Vitdyn Kapel er et kapel i landsbyen Vitdyn på den nordfrisiske ø Amrum i Sydslesvig i den nordtyske delstat Slesvig-Holsten. Det hører under Sankt Clemens Sogn.
Kapellet er opført i røde mursten i nygotisk stil i 1903 og er tegnet af arkitekt Hugo Groothoff. Opførelsen står i forbindelse med etableringen af Vitdyn (Hvidklit) i anden halvdel af 1800-tallet som øens nye badeby. Kapellet er forsynet med flere spidsbuevinduer. Mod gaden ses en frontkvist forsynet med en tagrytter med klokke. I kapellets indre har skibet bjælkeloft med korbue. Den trefløjede altertavle viser i stedet for bibelske scener klitlandskabet på øens sydspids og i sidefelterne en skibsstranding og en redningsbåd i kamp med bølgerne. Prædikestolen med lydhimmel er af træ og uden billeder. Der er et et kirkeskib. Orglet kom til i 1999.
Kapellet er tilknyttet menigheden omkring Sankt Clemens Kirken i Nebel. Menigheden hører under den lutherske nordtyske kirke.
- Kapellets indre
- Altertavlen
- Døbefonten